# Budget fédéral canadien de 1985
1984 1986
Le budget fédéral canadien de 1985 pour l'exercice 1985-1986 a été présenté par le ministre des Finances, Michael Wilson, à la Chambre des communes du Canada le 23 mai 1985. Il s'agit du premier budget fédéral présenté sous la gouverne du premier ministre Brian Mulroney, et il prévoit notamment une augmentation générale des impôts,.

## Contexte
Le budget est le premier présenté lors de la 33e législature, après les élections fédérales de 1984 au cours desquelles les progressistes-conservateurs ont remporté une majorité écrasante. L'exercice financier précédent (1983-1984) avait enregistré le plus grand déficit d'après-guerre du gouvernement fédéral, soit 37,16 milliards de dollars.

## Impôts

### Impôts sur le revenu
Le budget a apporté des changements importants à l'impôt sur le revenu, notamment :
- Création de l'exonération cumulative des gains en capital[3]: le budget prévoit une exonération à vie de 500 000 $ pour les gains en capital[note 1] afin d'encourager l'investissement et la prise de risques. En contrepartie plusieurs autres incitations fiscales ont été supprimées ou supprimées.
- Un nouveau crédit d'impôt allant jusqu'à 20 %[note 2] est autorisé pour les investissements dans les fonds de capital-risque de travailleurs avec les limitations suivantes[4]:
  - Le crédit fédéral est plafonné à 700 $ par année[5],[6];
  - Le crédit est conditionnel à ce que la province du contribuable fournisse un crédit d'impôt d'au moins 20 %[5],[7].
- Abrogation du Régime enregistré d'épargne-logement (REÉL) créé en 1974.
  - À compter du lendemain du jour du budget, les cotisations aux REÉL ne seront plus déductibles et aucune cotisation ne pourra être versée après le 31 décembre 1985[note 3] ,[8];
  - Les fonds laissés dans un REÉL après le 22 mai 1985 peuvent être retirés en franchise d'impôt[9],[10]. Les revenus gagnés dans un REÉL après le 31 décembre 1985 sont inclus dans le revenu imposable du propriétaire, mettant ainsi fin au dernier incitatif fiscal des REÉL[11].

Plusieurs mesures d'augmentation des recettes sont également annoncées :
- L'indexation totale des impôts est abandonnée à partir de 1986 et remplacée par une indexation partielle selon laquelle les tranches d'imposition et l'exonération de base sont indexées sur l'augmentation de l'IPC supérieure à 3 %. Aucune indexation ne doit avoir lieu si l'IPC est inférieur à 3 %[12].
- Une surtaxe temporaire de 5 % est appliquée sur l'impôt fédéral compris entre 6 000 $ et 15 000 $ et de 10 % sur l'impôt supérieur à 15 000 $. La surtaxe temporaire devait durer du 1er juillet 1985[note 4] au 31 décembre 1986.
- La réduction d'impôt fédérale est abrogée à partir de 1986.

### Impôts sur les sociétés
Une surtaxe temporaire de 5 % sur les grandes sociétés est annoncée, en vigueur entre le 1er juillet 1985 et le 30 juin 1986. La surtaxe ne s'applique pas aux revenus admissibles à la déduction pour petites entreprises.

### Impôt sur le capital
Une surtaxe temporaire de 1 % sur l'impôt sur le capital payable par les grandes institutions financières, en vigueur entre le 1er janvier 1986 et le 31 décembre 1987. La surtaxe est calculée à 1 % du capital excédant 200 millions de dollars. La surtaxe était déductible de l'impôt sur les sociétés .

### Autres taxes

#### Taxe de vente fédérale
Les taux de la taxe fédérale de vente sont augmentés le 1er janvier 1986:
- De 6 à 7 % pour les biens de construction, les services de câblodistribution et de télévision ;
- De 13 à 14 % pour les boissons alcoolisées et le tabac ;
- De 10 à 11 % pour tous les autres biens taxables.

L'augmentation temporaire précédente de 1 %, qui devait prendre fin le 31 décembre 1988, est prolongée de manière permanente.
L'exonération de la taxe de vente fédérale est abrogée pour les biens suivants:
- Bonbons et confiseries, boissons gazeuses ;
- Nourriture pour animaux de compagnie ;
- Produits d'hygiène (savons, shampoings, crèmes...) hors hygiène féminine et contraceptifs ;
- Instruments chirurgicaux et dentaires ;
- Poêles à bois, pompes à chaleur, chauffe-eau solaires et produits similaires.

#### Taxes d'accise
Diverses taxes d'accise ont été augmentées dans le budget :
- La taxe sur l'essence est augmentée de 0,02 $ le litre à compter du 3 septembre 1985, pour éviter que l'augmentation n'affecte la saison des vacances d'été[15];
- L'indexation automatique des droits d'accise sur l'alcool et le tabac est toutefois abandonnée :
  - Les droits d'accise sur les boissons alcoolisées sont augmentés de 2 %[17];
  - Les droits d'accise sur le tabac sont augmentés de 1 %[17].

#### Accord sur l'énergie dans l'Ouest
Le budget fait suite à la signature de l'Accord sur l'énergie dans l'Ouest entre le gouvernement fédéral et les gouvernements de l'Alberta, de la Colombie-Britannique et de la Saskatchewan, qui devait entrer en vigueur le 1er juin 1985.
Le budget annonce plusieurs mesures pour mettre en œuvre l'Accord, notamment :
- L'abrogation progressive de la taxe sur les recettes pétrolières et gazières (TRPG) entre le 1er janvier 1986 et le 31 décembre 1988[19];
- L'abrogation rétroactive de la taxe sur les recettes pétrolières supplémentaires (TRPS) pour la production après le 31 décembre 1984[20];
- Le prélèvement spécial de canadianisation (PSC) est suspendu par règlement à compter du 1er juin 1985. Les mesures législatives et le fonds spécial[note 5] seront supprimés à une date ultérieure[20];
- Des modifications à la Loi sur la taxe d'accise visant à abroger les articles relatifs à la taxe sur le gaz naturel et les liquides du gaz (TGNLG)[20].

## Dépenses
Le gouvernement nouvellement élu avait déjà créé en septembre 1984 un groupe de travail ministériel chargé de la révision des programmes, dirigé par le vice-Premier ministre Erik Nielsen. Dans l'Énoncé économique de novembre 1984, le ministre des Finances avait annoncé des réductions de dépenses de 4,2 milliards de dollars pour l'exercice 1985-1986 au moyen de diverses mesures:
- Une réduction de 2 % du nombre d'emplois en 1986-1987 dans l'administration fédérale et de 1 % supplémentaire pour chacune des quatre années suivantes[22];
- L'abrogation de l'indexation automatique des budgets ministériels ;
- Une nouvelle stratégie de gestion de trésorerie pour mieux utiliser les soldes de trésorerie excédentaires des sociétés d'État ;
- Une nouvelle stratégie de gestion des biens immobiliers pour mieux monétiser les actifs fédéraux ;
- Des initiatives de recouvrement des coûts visant à utiliser les principes de l'utilisateur-payeur dans la prestation des services et des biens fédéraux.

### Programmes de transfert

#### Indexation partielle des transferts aux particuliers
L'initiative majeure du budget en matière de dépenses a été la désindexation partielle de la plupart des principaux programmes de transfert à compter du 1er janvier 1986:
- Si l'augmentation de l'IPC pour l'année était supérieure à 3 %, le taux d'indexation serait égal à l'augmentation de l'IPC moins 3 % ;
- L'indexation serait de 0 % si l'augmentation de l'IPC était inférieure à 3 %.

La plupart des programmes importants (notamment la Sécurité de la vieillesse et les allocations familiales) sont soumis à la nouvelle règle d'indexation partielle, tandis que le Supplément de revenu garanti et les prestations aux anciens combattants restent entièrement indexés sur l'IPC.

#### Réduction des transferts aux provinces
Le gouvernement annonce un plafonnement à la croissance du programme de Financement des programmes établis (FPE) jusqu'à l'exercice 1990-1991, ce qui permettrait au gouvernement fédéral d'économiser 2 milliards de dollars sur la période.

## Réactions
Le budget a suscité des réactions généralement mitigées.

### Presse
Le 24 mai 1985, les gros titres de plusieurs journaux portaient sur les augmentations d'impôts :
- La Presse : « Wilson taxe partout » ;
- The Globe and Mail : « Ottawa increases the tax load »[note 6].

Le chroniqueur Alain Dubuc de La Presse a souligné que le budget était décevant dans la mesure où il ne réduisait pas drastiquement le déficit fédéral tout en contenant peu de mesures de création d'emplois et plusieurs hausses d'impôt. La plupart des chroniqueurs francophones ont souligné l’incertitude quant au succès des mesures annoncées dans le budget.
Jeffrey Simpson du Globe and Mail brosse un tableau nuancé du budget, soulignant que le retour à la raison fiscale était attendu depuis longtemps. L. Ian Macdonald de The Gazette a déclaré que le budget était un pari risqué, sachant que l'augmentation des impôts sur la classe moyenne et l'octroi d'incitations fiscales aux entreprises pourraient s'avérer politiquement explosifs si la reprise ne se matérialisait pas.

### Opposition
Les partis d'opposition ont rejeté avec force le budget:
- Don Johnston (député libéral de Saint-Henri—Westmount) l'a décrit comme « l'un des pires budgets à être présentés à la Chambre des communes »[30];
- John Turner (chef de l'opposition libérale) parle d'un budget qui « s'en est pris directement aux personnes âgées, aux pauvres et à la classe moyenne »[31].

## Suites

### Déclaration ministérielle du 27 juin
Le 27 juin, après des semaines de protestations de la population (en particulier des personnes âgées), le ministre des Finances fait une déclaration ministérielle à la Chambre des communes où il indique qu'il rétablirait l'indexation complète du programme de la Sécurité de la vieillesse:

« Nous avons rencontré beaucoup de personnes âgées. Nous avons écouté attentivement leur point de vue à ce sujet. Je sais que je parle au nom de tous mes collègues du cabinet et du caucus en disant que les préoccupations qui ont été exprimées nous ont vivement touchés. [...] J'annonce donc aujourd'hui que les prestations de sécurité de la vieillesse demeureront indexées intégralement sur l'indice des prix à la consommation. »

— Michael Wilson, ministre des Finances
Pour compenser les coûts supplémentaires engendrés par l'indexation intégrale, il annonce que:
- La surtaxe de réduction du déficit affectant les grandes entreprises est prolongée de 6 mois ;
- Les taxes d'accise sur l'essence devaient être augmentées de 0,01 $/litre supplémentaire à compter du 1er janvier 1987.